# Obelisco de Dom Pedro II
O obelisco de Dom Pedro II foi um monumento construído na zona rural do município de Monte Santo, no estado brasileiro da Bahia. Sua inauguração ocorreu  em 7 de setembro de 1887, durante o Segundo Império.
Seu objetivo era celebrar o ponto de partida da expedição do Meteorito de Bendegó, o maior descoberto no Brasil com 5 360 quilos, para o Rio de Janeiro.

## História
O monumento, do gênero arquitetônico de obelisco, foi feito pela Marinha do Brasil em 1887 como marco do local onde caiu o Meteorito do Bendegó e do ponto de partida da expedição realizada para transportá-lo para o Museu Nacional no Rio de Janeiro.
A Comissão que realizou a expedição foi chefiada pelo engenheiro José Carlos de Carvalho e contou com engenheiros civis e trabalhadores locais que participaram da empreitada.
A Revista da Sociedade Brasileira de Geographia cita telegrama que avisa que a Comissão chegou à localidade onde estava o meteorito em 6 de setembro de 1887, iniciando os trabalhos para o transporte no dia seguinte (dia da Independência do Brasil):
Chegamos a Bendegó no dia 06: inauguramos os trabalhos no dia 7. Assistiram as autoridades de Monte Santo. Assentámos a primeira pedra para marco do lugar onde cahio o meteorolitho, e denominamos este marco Pedro II, lavrando o competente termo. Tirámos photografias. No dia 9 começamos a suspender o meteorolitho e a explorar os caminhos".
O Relatório da Comissão, publicado no ano seguinte, cita que na fundação do obelisco foi depositada uma caixa de ferro contendo o Termo de Inauguração do monumento e um exemplar do Boletim da Sociedade Brasileira de Geografia, contendo um memorial sobre o meteorito .
O obelisco foi descrito, no mesmo documento, como um pilar em forma de pirâmide triangular, assentado sobre uma base de pedras brutas. Foram instaladas placas em homenagem ao imperador e aos participantes da expedição, com as seguintes inscrições:
- Face leste:

"Pedro II, Bendegó 1887"
- Face sul:

"D. Isabel, regente - Sociedade de Geographia do Rio do Janeiro, presidente Visconde de Paranaguá"
- Face norte:

"Rodrigo Silva, Ministro da Agricultura; Commissão: José Carlos de Carvalho; engenheiros: Vicente José de Carvalho e Humberto Saraiva Antunes"

## Controvérsias
Afirma-se que o obelisco foi destruído pela população local, devido a crença popular de que a remoção do meteorito causou a seca que assolou a região pouco depois.

## Na mídia
O documentário Cuitá, a pedra do Bendegó (2002) trata sobre a interpretação mística que a população sertaneja da Bahia atribui ainda hoje à retirada do meteorito Bendegó de seu lugar de origem.